# PLDvK vz. 53/59
A PLDvK vz. 53/59 (csehül: PLDvK – Protiletadlový dvojkanón, magyarul: kétcsövű légvédelmi ágyú) az 1950-es években kifejlesztett csehszlovák gumikerekes, önjáró 30 mm-es légvédelmi gépágyú. Az eszköz a Praga V3S tehergépkocsi alvázán alapul. 1959-től gyártották. 1959-ben rendszeresítették a Csehszlovák Néphadseregben. Emellett Jugoszláviába, Líbiába, Irakba és Szíriába is exportálták. A NATO-ban M53/59 Praga néven tartották nyilván. Beceneve Ještěrka (magyarul: gyík).

## Története
Az önjárú löveget az 1950-es évek elején fejlesztették ki a Csehszlovák Néphadsereg igényei alapján, csapatlégvédelmi feladatokra.
A páncélozott felépítményt a Vorosilov Gépgyár (napjainkban: Máriatölgyesi Nehézgépgyár, szlovákul: Závody ťažkého strojárstva Dubnica nad Váhom, röviden ZTS) gyártotta és ott zajlott a jármű készre szerelése is. Az alvázat a Praga autógyár készítette, ez a 6×6-os hajtásképletű Praga V3S tehergépkocsi kissé módosított alváza volt.
A járműhöz használt 30 mm-es kétcsövű gépágyú eredetileg német fejlesztés a második világháború idejéből. A ZK 414 projekt keretében a gépágyút a tengeralattjárók légvédelmére tervezték a brnói Zbrojovka gyárban.  Két változatát fejlesztették ki. A Br 300 hajófedélzeti, a Br 303 vontatott, kerekes változat volt. Csak az utóbbit kezdték el gyártani és csak kis mennyiség készült belőlük (kb. 130 db 1944 második felében). A második világháború után a csehszlovák hadsereg újra elővették a projektet, és a löveget a Česká zbrojovka (ČZUB) 1953-tól kétcsövű kivitelben kezdte el gyártani.
Az önjáró löveget a Csehszlovák Néphadseregben PLDvK vz. 53/59 jelzéssel rendszeresítették 1959-ben.
A gyártás több ütemben folyt. 1959–1961 között 950 db-t gyártottak. Ezekből 250 db-t az 1960-as években második felében eladtak Jugoszláviának. A hazai és az exportigények miatt az 1970-es években felújították a gyártását. Az 53/59B jelzésű javított változatból a Škoda Plzeň kb. 500 darabot gyártott. Ezek nagyobbik részét Jugoszláviába exportálták.
Egy érdekes esemény fűződik a járműtípushoz. 1964-ben három sorkatona egy ilyen járművel próbált nyugatra szökni, sikertelenül.

## Alkalmazása

### A Csehszlovák Néphadseregben
Az önjáró légvédelmi gépágyút 1959-ben rendszeresítette a Csehszlovák Néphadsereg PLDvK vz. 53/59 jelzéssel. A Varsói Szerződés többi országa ebben az időben a szovjet ZSZU–57–2 önjáró légvédelmi gépágyút rendszeresítette, amely azonban több paraméterében gyengébb volt a PLDvK vz. 53/59-nél. Ezért a csehszlovák katonai vezetés elutasította a ZSZU–57–2-t és inkább a hazai gyártású járművet részesítette előnyben.
A Csehszlovák Néphadseregben elsősorban a harckocsizó és gépesített lövész ezredek csapatlégvédelmi eszközeként használták. Mindegyik ilyen ezredhez egy légvédelmi üteg tartozott hat-hat járművel. Az 1980-as évek elejétől, amikor a Csehszlovák Néphadseregben is megjelentek a szovjet gyártmányú csapatlégvédelmi rakéták, a PLDvK vz. 53 járműveket azokkal együtt használták. Egy légvédelmi üteghez egy légvédelmi gépágyús raj tartozott négy járművel, és egy rakétás szakasz. A harckocsizó és gépesített lövész ezredeken kívül más egységeknél is rendszeresítve volt. Így rendszerben álltak a légvédelmi ezredeknél is, és a katonai repülőterek védelmét ellátó ütegeket is felfegyverezték a típussal.
A típus hosszú ideig szolgálatban maradt. Az eredetileg rendszeresített 950 darabból az 1960-as években Jugoszláviának eladtak 250 db-t. Az 1980-as évek végén  Csehszlovákiában még mindig mintegy 700 db. állt szolgálatban. Fokozatos kivonásuk az 1990-es évek elejétől kezdődött el, amikorra már teljesen elavulttá váltak. A Csehszlovákia megszűnésekor a még meglévő járműveket 2:1 arányban osztotta el egymás között Csehország és Szlovákia. A Cseh Hadseregben az utolsó PLDvK vz. 53-ast 2003-ban selejtezték.

### Külföldi alkalmazása

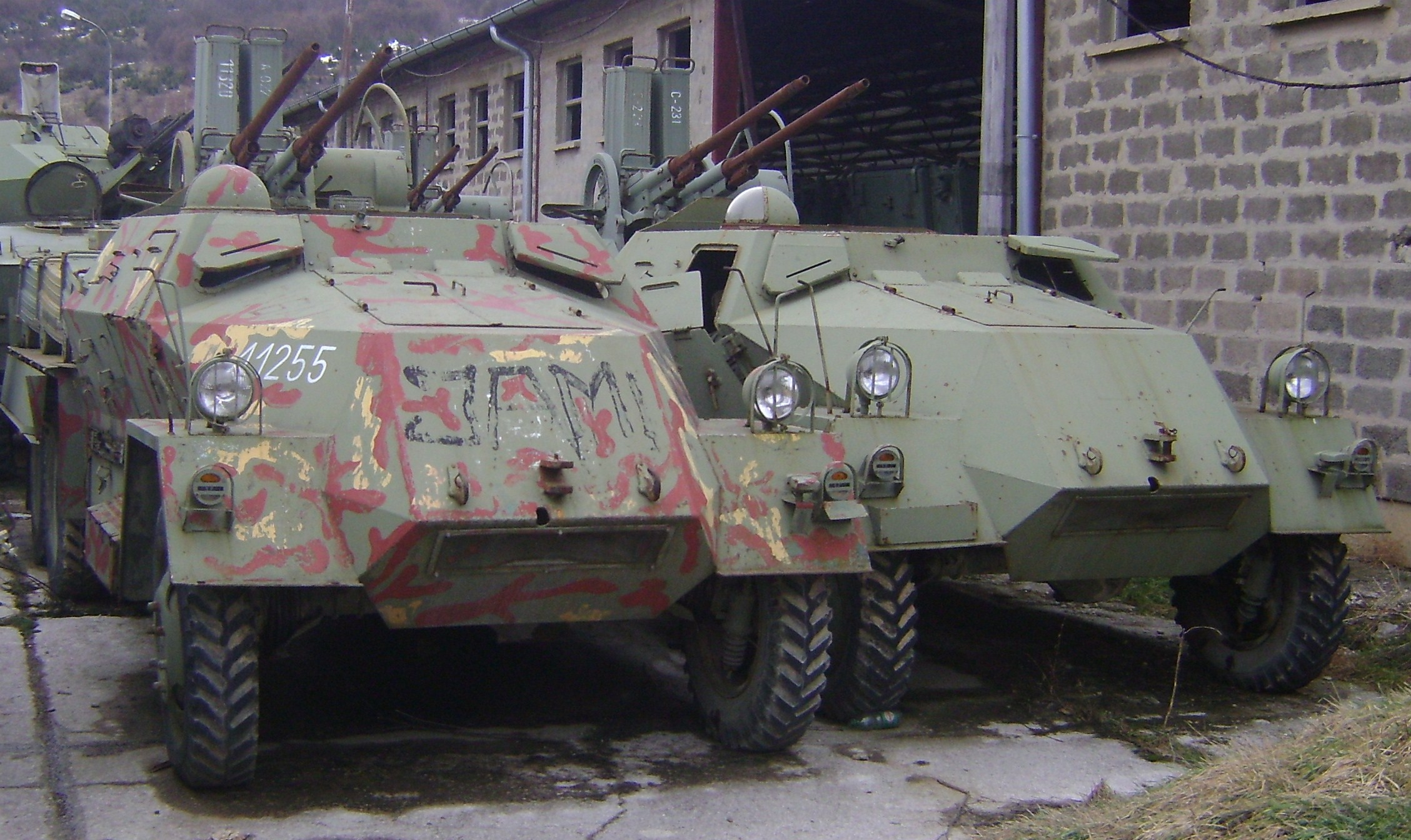
A Boszniai Szerb Köztársaság PLDvK vz. 53/59 járművei

Külföldre csak az 1960-as évek végétől exportálták. Az exportált járművek többsége Jugoszláviába került. 1968-tól az 1970-es évek közepéig Csehszlovákia 789 darabot szállított a Jugoszláv Néphadseregnek. Ezek részben a Csehszlovák Néphadsereg készletéből eladott példányok, részben új gyártású járművek voltak.
Jugoszlávia felbomlásakor, a délszláv háború alatt mindegyik fél alkalmazta a típust harci körülmények között. Légvédelmi szerepkörben a délszláv háborúban csak korlátozottan használták, bár egy horvát MiG–21 lelövése tulajdonítható az eszköznek. Elsősorban a szárazföldi csapatok harcát támogató tüzérségi eszközként tűnt fel a harctereken. A földi célpontok ellen, különösen a gyalogság ellen használták és több esetben a civil lakosság ellen is bevetették.
A szerb hadseregben egyes példányokról eltávolították a gépágyút és helyettük légihar-rakétákkal szerelték fel, amelyeket légvédelmi szerepkörben alkalmaztak. A járművekre vagy két-két darab R–60 légiharc-rakétát, vagy egy darab R–73 rakétát szereltek.
Jugoszlávia után Líbia volt a típus második legnagyobb rendszeresítője. Líbia 110 darabot szerzett be. Emellett kisebb mennyiségben Szíriába és Irakba is került a típusból az 1970-es években.
2012-ben a kongói harcokban is feltűnt a típus az egyik lázadó csoportnál. Ezek a járművek valószínűleg a jugoszláv térségből kerültek Afrikába.
Az 1960-as évek elején India is tesztelte a típust, de nem került sor vásárlásra.
A délszláv háború vége után mindegyik hadviselő félnél selejtezték ezeket az eszközöket.

## Jellemzői

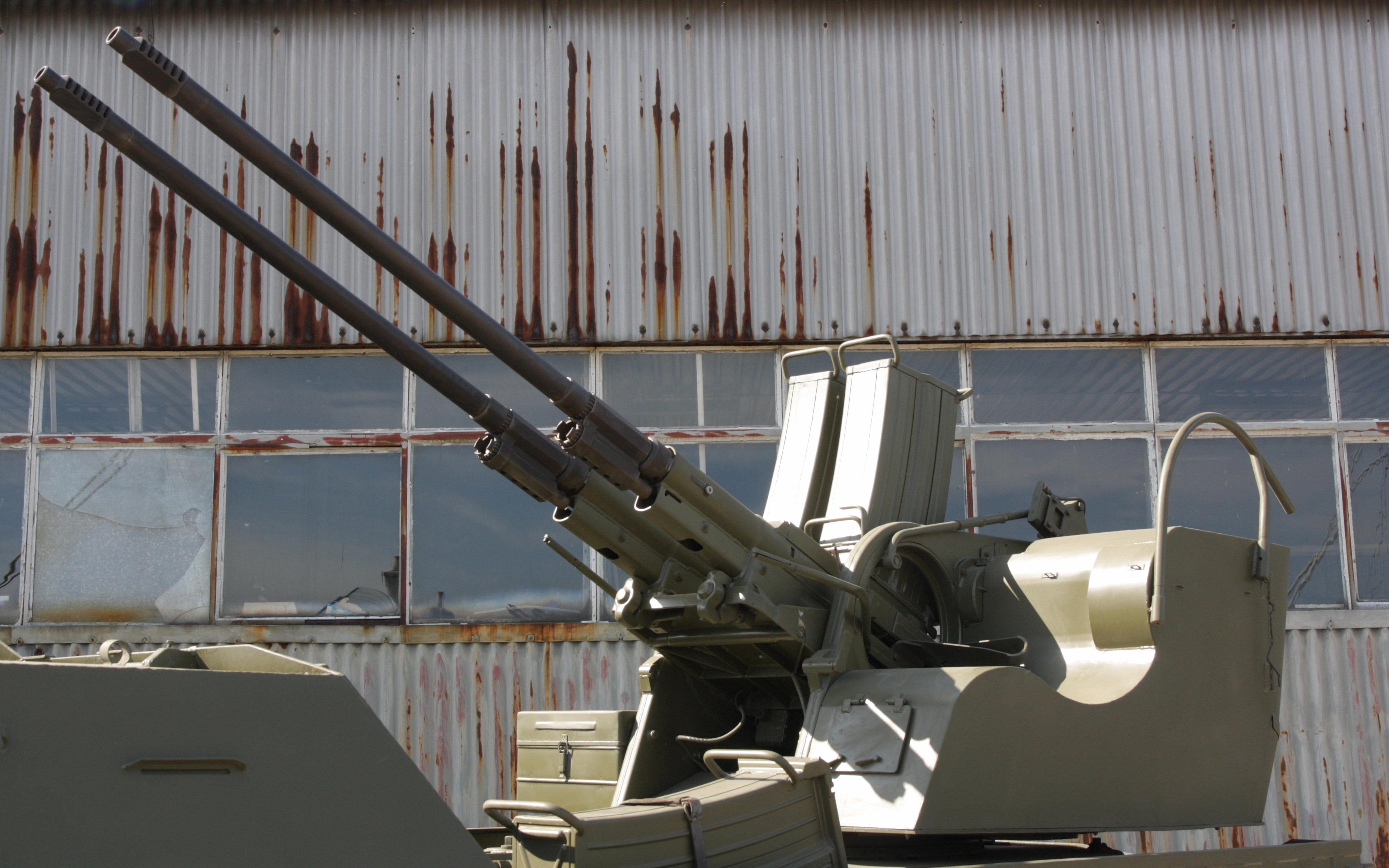
A járműre telepített 30 mm-es ikercsövű gépágyú

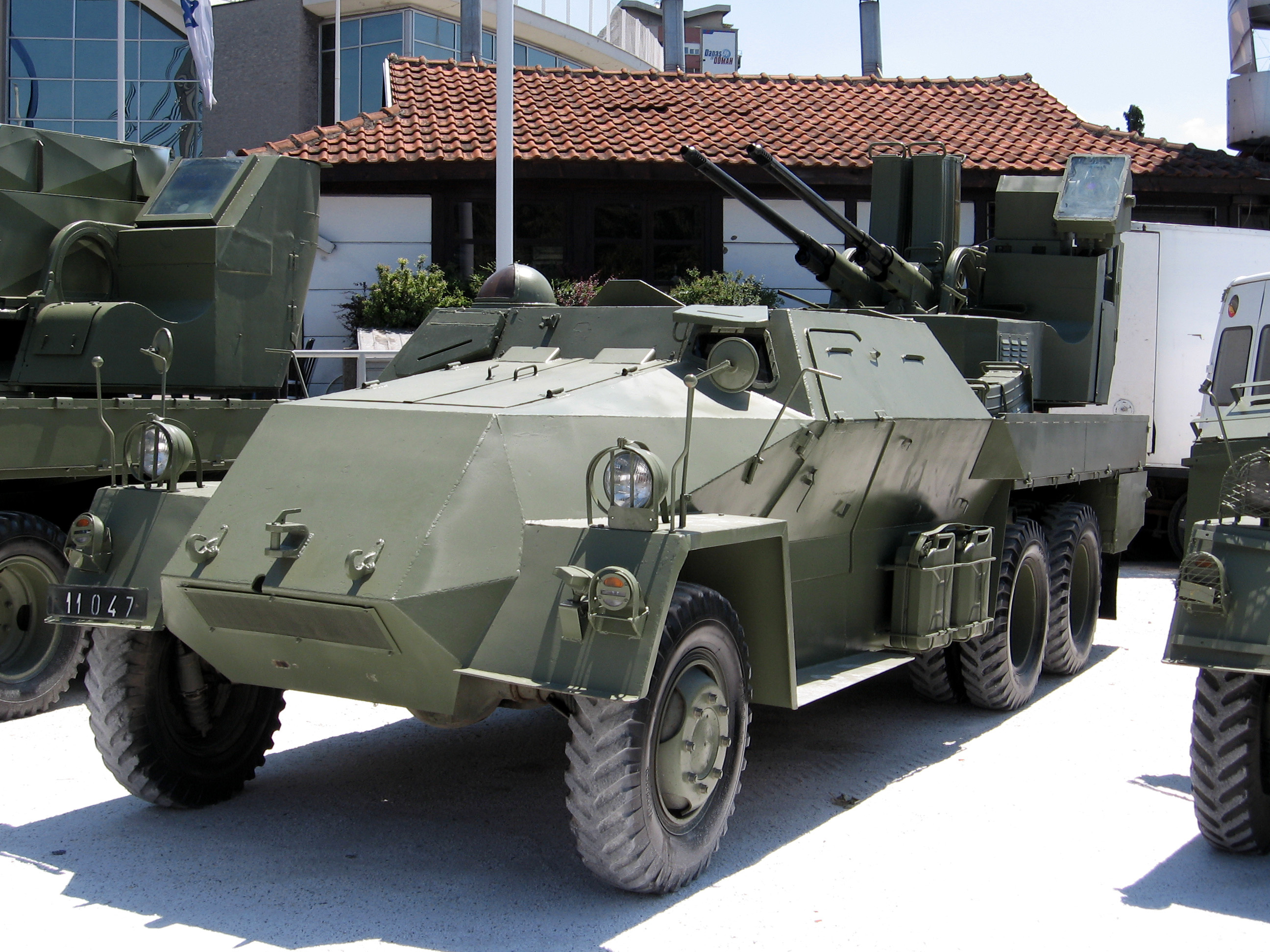
Szerb PLDvK vz. 53/59

Kezelőszemélyzete öt fő (vezető, parancsnok, két töltő, egy lövész).
A páncélozott felépítmény hengerelt acélból készült hegesztéssel. A páncélvastagság elöl 10 mm, oldalt 6 mm. A páncélzat kiskaliberű lövedékek és repeszek ellen nyújtott védelmet. A páncélozott vezetőfülkében, elől, bal oldalon a vezető, jobb oldalon a parancsnok helyezkedett el. A parancsnok fölött a tetőpáncélon egy megfigyelő kupolát helyeztek el. A fülke hátsó részében kapott helyet a személyzet többi tagja.
A jármű hátsó részén elhelyezett lövege egy 30 mm-es kétcsövő gépágyú volt, amely 30×210 mm-es lőszerrel tüzelt.
A löveget forgatható lövegtalpra építették, amely azonban nem páncélvédett, a kezelőszemélyzet a szabadban helyezkedik el. 360°-ban teljesen körbefordulhat. A lövegcső emelkedése –2 és +85° között változhat. A lövegtalp a járműről leszerelhető és statikus légvédelmi gépágyúként a földre telepítve is alkalmazható.
A lövegeknek csak hagyományos optikai irányzéka volt, ezért hatékonyan csak nappal, jó időjárási viszonyok között lehetett alkalmazni.
Az ágyú hatásos lőtávolsága légvédelmi fegyverként alkalmazva 3500 mm volt, földi célok ellen 2000 m volt. A gépágyú elméleti tűzgyorsasága 450 lövés/perc, a gyakorlati tűzgyorsasága 120 lövés/perc volt. Egy teljesen töltött, 50 darab lőszert tartalmazó tár 85 kg volt, ezért két töltőre volt szükség ezek mozgatásához. A teljes lőszerjavadalmazás 800–900 darabból állt. Ezek közül 400 db nyolc tárba volt tárazva (táranként 50 db), míg a többi lőszert faládákban tárolták.
Motorja a Praga S3T tehergépkocsiban is használt Tatra T 912 léghűtéses, 7412 cm³ hengerűrtartalmú, hathengeres, soros elrendezésű dízelmotor volt, melynek teljesítménye 72 kW. A váltója mechanikus. Később ennek nagyobb teljesítményű változatát, a T 912–2-t építették be.
A jármű műúton 60, terepen 20 km/h-s sebességgel közlekedhetett. Egy üzemanyagfeltöltéssel 500 km-t tudott megtenni.

## Változatok
- PLDvK vz. 53/59 – az 1959-ben rendszeresített alapváltozat
- PLDvK vz. 53/59B – javított rádióberendezéssel és jobb belső beszélőrendszerrel ellátott változat
- PLDvK vz. 53/59M – az 1970-es évektől gyártott jobb célzóberendezéssel felszerelt változat (vz. 61/30M)